# Malaga (prowincja)
Malaga – prowincja w Hiszpanii, w Andaluzji, mająca stolicę w mieście o tej samej nazwie. Graniczy z prowincjami: Kadyks, Sewilla, Kordoba i Grenada oraz z Morzem Śródziemnym.
Populacja jest skoncentrowana głównie w aglomeracji Malagi i wzdłuż wybrzeża. Dwie piąte populacji prowincji mieszka w stolicy prowincji. Gęstość zaludnienia prowincji wynosi 218 os/km² i jest wyższa od średniej krajowej i średniej Andaluzji.
Główną gałęzią przemysłu i sławą prowincji jest resorty turystyczne, szczególnie te, które leżą wzdłuż wybrzeży Costa del Sol ("Słoneczne Wybrzeże"). Te plaże są odwiedzane przez miliony europejskich turystów rocznie. Poza plażami, górzysta prowincja ma bardzo interesujące miejsca do odwiedzenia, jak wąwóz El Chorro lub Torcal w Antequera.
Prowincja Malaga ma 100 gmin. Poza stolicą prowincji, główne miasta to Marbella, Vélez-Málaga, Antequera i Ronda.
W Maladze jest ciepły klimat śródziemnomorski z suchymi, długimi latami i krótkimi, łagodnymi zimami. Generalnie, środkowo-wschodnie wybrzeża mają subtropikalny klimat śródziemnomorski, podczas gdy na wschodnim krańcu z powodu Atlantyku jest więcej opadów, które są dosyć obfite. Na północy Malagi jest klimat śródziemnomorski kontynentalny z zimnymi, suchymi zimami i ciepłymi latami.

## Comarki
W skład prowincji Málaga wchodzą następujące comarki:
- Antequera
- Axarquía
- Costa del Sol Occidental
- Guadalteba
- Málaga
- Comarca Nororiental Málaga
- Serranía de Ronda
- Sierra de las Nieves
- Valle del Guadalhorce